# Paul Sjöberg
Paul Sjöberg   (Hanko, 14 de juliol de 1897 - Hèlsinki, 16 de març de 1978) va ser un regatista finlandès que va guanyar una medalla olímpica.
El 1952 va prendre part en els Jocs Olímpics d'Estiu de Hèlsinki, on guanyà la medalla de bronze en la prova dels 6 metres del programa de vela. A bord del Ralia compartí equip amb Ernst Westerlund, Ragnar Jansson, Adolf Konto i Rolf Turkka.